# Бохоль (провинция)
Бохоль (Бохол, таг. Lalawigan sa Bohol) — провинция Филиппин, расположенная на одноимённом острове в регионе Центральные Висайи. Остров расположен в центре группы Висайских островов. Это — десятый по величине остров страны. Административный центр провинции — город Тагбиларан.

## География
На западе Бохоль соседствует с островом Себу, на северо-востоке — с островом Лейте, и на юге — с островом Минданао, от которого отделено морем Минданао. Себу и Лейте — также и названия островных провинций, расположенных на вышеуказанных островах.

## Климат
Климат Бохоля в общем сухой, но сухо главным образом во внутренних районах. Более влажно и свежо на побережье.

## История
Практически с момента открытия и вплоть до первой половины XX века остров Бохоль находился под юрисдикцией Испании.
Бохоль — родина четвёртого президента Филиппин, Карлоса П. Гарсия (1957—1960), который родился в Талибоне.

## Население
Бохольцы заметно отличаются от соседей, себуанцев, но пользуются тем же языком, — себуано.

## Административное деление
В административном отношении делится на 47 муниципалитет и 1 города.

### Города
- Тагбиларан (Tagbilaran)

### Муниципалитеты
| - Альбуркерке (Alburquerque) - Алисия (Alicia) - Анда (Anda) - Антекера (Antequera) - Баклайон (Baclayon) - Балилихан (Balilihan) - Батуан (Batuan) - Биен Унидо (Bien Unido) - Билар (Bilar) - Буэнависта (Buenavista) - Калапе (Calape) - Кандихай (Candijay) | - Кармен (Carmen) - Катигбиан (Catigbian) - Кларин (Clarin) - Корелья (Corella) - Кортес (Cortes) - Дагохой (Dagohoy) - Данао (Danao) - Дауис (Dauis) - Димиао (Dimiao) - Дуэро (Duero) - Гарсия Эрнандес (Garcia Hernandez) - Гиндульман (Guindulman) | - Инабанга (Inabanga) - Хагна (Jagna) - Хетафе (Getafe) - Лила (Lila) - Лоай (Loay) - Лобок (Loboc) - Лоон (Loon) - Мабини (Mabini) - Марибохок (Maribojoc) - Панглао (Panglao) - Пилар (Pilar) | - Президент Сарлос П. Гарсия (Pres. Carlos P. Garcia) - Сагбайан (Sagbayan) - Сан-Исидро (San Isidro) - Сан-Мигэль (San Miguel) - Севилья (Sevilla) - Сьерра Бульонес (Sierra Bullones) - Сикатуна (Sikatuna) - Талибон (Talibon) - Тринидад (Trinidad) - Тубигон (Tubigon) - Убай (Ubay) - Валенсия (Valencia) |

## Туризм
Бохоль — это туристический центр, популярное место отдыха филиппинцев и иностранцев, которых привлекают сюда хорошие пляжи, церкви, ландшафты и другие достопримечательности. Считается, что лучшие пляжи страны — на берегах островка Панглао, расположенного к юго-востоку от Тагбилирана. Бохольцы не без гордости называют остров — «республикой Бохоль».
На острове расположена живописная горная система — Колинас де Чоколате («Шоколадные холмы»). В рельефе острова преобладают холмы. Две горные цепи протянуты параллельно друг другу, с северо-востока на юго-восток. Между ними расположено плоскогорье. В районе муниципалитетов Кармен, Батуан и Сагбаян холмы имеют почти правильную коническую форму, и они-то и получили эпитет «шоколадных».